# Šentvid pri Zavodnju
Šentvid pri Zavodnju je naselje u slovenskoj Općini Šoštanju. Šentvid pri Zavodnju se nalazi u pokrajini Štajerskoj i statističkoj regiji Savinjskoj. 

## Stanovništvo
Prema popisu stanovništva iz 2002. godine naselje je imalo 46 stanovnika.